# 明山区
明山区是中华人民共和国辽宁省本溪市所辖的一个市辖区。區人民政府駐濱河北路1678號。

## 历史
1984年本溪市区划大调整，原本溪市立新区撤销，下辖的南芬、铁山、郭家、思山岭、下马塘等乡镇成立南芬区，彩屯、彩北、竖井、东风等乡镇及街道划入溪湖区，剩余的牛心台等地与原属平山区的北地、明山、体育场、高峪、紫金山和张家堡等街道合并，成立明山区。

## 人口
根據第七次人口普查數據，截至2020年11月1日零時，明山區常住人口為378936人。

## 行政区划
明山区下辖7个街道办事处：
高台子街道、北地街道、高峪街道、明山街道、新明街道、牛心台街道和卧龙街道。